# منتخب جزر فارو لكرة القدم
منتخب جزر فارو لكرة القدم (بالنرويجية: Færøyenes herrelandslag i fotball‏) هو الممثل الرسمي لمنطقة جزر فارو الذاتية الحكم التابعة لمملكة الدنمارك في رياضة كرة القدم ويديره اتحاد جزر فارو لكرة القدم المتأسس في سنة 1979 وهو عضو في الاتحاد الأوروبي لكرة القدم منذ سنة 1992 لم يسبق له أن تأهل إلى كأس العالم أو بطولة أمم أوروبا.

## وصلات خارجية
- قائمة بيانات المنتخب من الموقع الرسمي للفيفا باللغة العربية